# Nikita Najďonov
Nikita Ivanovič Najďonov (rusky Никита Иванович Найдёнов; 18. dubna 1892 – 19. září 1961 Moskva) byl ruský rychlobruslař.
Ruských šampionátů se účastnil od roku 1910, na mezinárodní scéně se představil v roce 1913. Tehdy také dosáhl svých největších úspěchů, neboť získal bronzové medaile jak na Mistrovství Evropy, tak na Mistrovství světa. Roku 1914 skončil na světovém šampionátu čtvrtý. V letech 1916–1918 se závodů neúčastnil, k rychlobruslení se vrátil po první světové válce, kdy startoval na ruských šampionátech. Naposledy závodil v roce 1923 na Mistrovství Sovětského svazu.